# Fund von Mammen

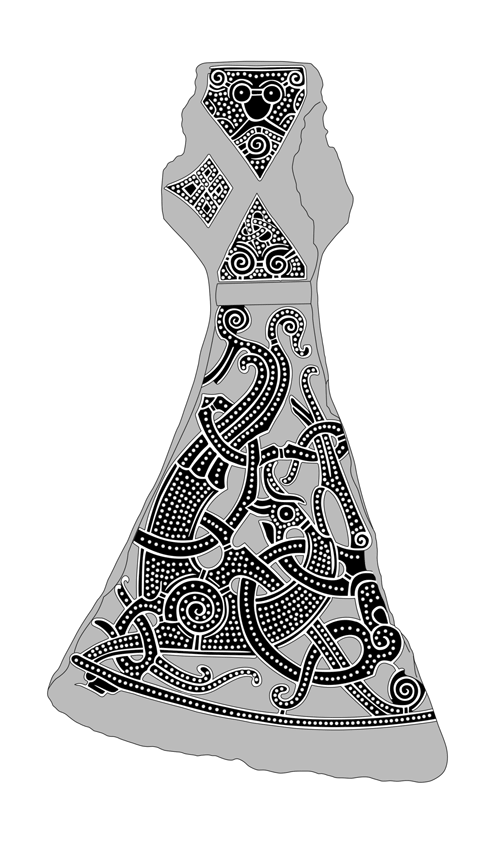
Die Mammen-Axt

Der Fund von Mammen (dänisch Mammenfundet) ist der Inhalt eines Grabes eines Mannes, der um 970 n. Chr., während der Regierungszeit Harald Blauzahns, mit zahlreichen kostbaren Beigaben in Mammen, östlich von Viborg in Jütland (Dänemark), bestattet wurde. Die Funde aus dem Grab werden im Nationalmuseum in Kopenhagen gezeigt. Die Objekte sind im sogenannten Mammen-Stil dekoriert; Details der Verzierungen der Textilreste finden sich auf der Kleidung, die auf dem Teppich von Bayeux dargestellt ist.

## Grabinhalt
Zu den Beigaben zählt eine silbertauschierte Axt. Daneben fanden sich mehrere bestickte und verzierte Textilreste. Dazu gehören violett gefärbte Seidenreste, Köpergewebe, krappgefärbtes Gewebe, Bänderreste aus Brettchenweberei sowie ein Tuchrest mit einem Ornament, das als stilisierter Löwenkopf interpretiert werden kann. Die Seidenreste sind Beleg für weitreichende Handelsbeziehungen.
Mitarbeiter des dänischen Nationalmuseums haben anhand der Funde eine Tracht rekonstruiert, in der die verschiedenen Webetechniken nachgebildet wurden.

## Einzelbelege
1. ↑  Sissel F. Plathe: Kleider machen Leute – Tracht und Mode um 1066. In: Egon Wamers (Hrsg.): Die letzten Wikinger – Der Teppich von Bayeux und die Archäologie. S. 68.
2. ↑  Lise Gjedssø Bertelsen: Der Teppich von Bayeux – Eine gestickte Chronik der Wikingerzeit. In: Egon Wamers (Hrsg.): Die letzten Wikinger – Der Teppich von Bayeux und die Archäologie. S. 34.

Koordinaten: 56° 24′ 10,2″ N, 9° 37′ 2,3″ O